# Carlos Fernando, Príncipe de Cápua
Carlos Fernando de Bourbon-Duas Sicílias, Príncipe de Cápua (em italiano: Carlo Ferdinando di Borbone-Due Sicilie; Palermo, 10 de novembro de 1811 – Turim, 22 de abril de 1862), foi um Príncipe das Duas Sicílias, Príncipe de Cápua e Vice-Almirante da frota real das Duas Sicílias. O quarto filho do rei Francisco I e de sua segunda esposa, a infanta Maria Isabel da Espanha.

## Biografia
Carlos foi o quarto filho de Francisco, Duque da Calábria (depois rei Francisco I das Duas Sicílias) e sua segunda esposa, a infanta Maria Isabel da Espanha. Com a ascensão de seu pai ao trono, em 1825, recebeu o título de Príncipe de Cápua. De personalidade frívola e extrovertida, Carlos era tido como o filho favorito do casal real. Após haver iniciado os estudos com o monsenhor Agostino Olivieri, foi enviado para a carreira militar, alcançando o posto de vice-almirante da marinha real aos dezenove anos de idade.
Em 1829, o governo napolitano indicou Carlos ao trono da Grécia, mas a candidatura malogrou pela oposição de Metternich. Em 1831, nomeado pelo irmão, o rei Fernando II, "ajudante-geral de Sua Majestade para a armada", o príncipe foi indicado para o trono da Bélgica, novamente sem sucesso. Como Fernando II ainda não havia tido filhos, Carlos detinha uma alta posição na corte, ocupando o posto de herdeiro presuntivo até 1836. Todavia, segundo um cronista da época, Carlos era "dez vezes pior" que o irmão monarca e havia constantes rumores de que eles seriam rivais e que sua relação seria bastante tensa.
Em sua juventude, Carlos exibia um comportamento inquieto e uma fraqueza por mulheres bonitas. No inverno de 1835, quando apaixonou-se por Penelope Smyth, uma plebeia irlandesa em viagem a Nápoles, o príncipe não obteve o consentimento real para casar-se. Contrariando as ordens de Fernando II, Carlos e Penelope fugiram para Roma em janeiro de 1836, onde usaram nomes falsos para se casar numa cerimônia privada. De Roma, o casal seguiu para Madri, onde Carlos esperava contar com o apoio e a acolhida de sua irmã, a rainha viúva Maria Cristina, então regente de Espanha pela menoridade da rainha Isabel II. Entretanto, Maria Cristina recusou-se a receber Penelope. Novamente incógnitos, os jovens realizaram outra cerimônia de casamento na capital espanhola. De passagem por Paris, um amigo inglês de Penelope sugeriu que o casal seguisse para Gretna Green, na Escócia, onde poderiam casar-se legalmente sem a necessidade de um consentimento real.

## Descendência
De seu casamento morganático com Penelope Smyth, teve dois filhos:
1. Francisco, Conde de Mascali (24 de março de 1837 - 2 de junho de 1862);
2. Vitória, Condessa de Mascali (15 de maio de 1838 - 9 de agosto de 1895).